# Nephew
 (février 2021).
Si vous disposez d'ouvrages ou d'articles de référence ou si vous connaissez des sites web de qualité traitant du thème abordé ici, merci de compléter l'article en donnant les références utiles à sa vérifiabilité et en les liant à la section « Notes et références ».
Nephew est un groupe danois de rock, originaire d'Aarhus. Il est formé par quatre étudiants en musicologie, Simon Kvamm, Kristian Riis, Søren Arnholt et Kasper Toustrup. Le groupe intègre ensuite Joanas Jeppesen, remplacé en 2002 par René Thalund, d’origine française et danoise à la fois. Le groupe sort en 2000 l’album Swimming Time qui le fait connaître au public et à la critique. Sa réelle percée vient avec USADSB en 2004. Le groupe sort ensuite deux autres albums, Interkom Kom Ind (2006) et Danmark Denmark (2009), qui confirment son succès. Malgré son immense succès dans les pays scandinaves, le groupe a du mal à percer sur la scène internationale.
Leur musique, mélange de claviers à effets électroniques et de guitares lourdes et présentes, rappelle à la fois le métal électro des Allemands de Rammstein, et une version moderne de Depeche Mode aux mêmes sonorités typiques, auxquelles on aurait rajouté l’énergie des artistes américains des années 1980. Le groupe mélange de façon harmonieuse le danois et l’anglais dans de nombreuses chansons. Sur les autres, il chante le plus souvent en danois, même si leur premier album est majoritairement chanté en anglais. Le iTunes Store français les présente le 19 avril 2010 avec le single The Danish Way to Rock.
Nephew est le groupe danois le plus vendeur du monde derrière Aqua et The Raveonettes.[Quand ?]

## Histoire

### Débuts etSwimming Time
L'histoire de Nephew commence en 1996 par la rencontre de cinq étudiants en musicologie à l’Université d'Aarhus. Tous partagent une commune passion de la musique pop/rock mélodique. En 1997, à peine créé, le groupe participe aux Championnats Danois de Rock, où il atteint les demi-finales. Il enregistre alors un certain nombre de démos, qui sont envoyées aux revues musicales et aux différents labels locaux. Si l’accueil des revues musicales fut enthousiaste, aucun label n'a suivi cette tendance en signant un contrat d’édition.
En 1998, le bassiste Jonas Juul Jeppesen quitte le groupe, remplacé par Kasper Toustrup. C’est la première modification de la formation, avant l'arrivée du claviériste franco-danois René Thalund en 2005. Après avoir enregistré leur première démo-cd en 1999, ils ont eu quelques créneaux horaires sur la station de radio danoise P3.
Leur premier album studio, Swimming Time est publié en 2000, sur le petit label Martian Records, situé dans leur ville natale. L’album est bien accueilli par la critique et les fans, et le groupe organisa une grande tournée au Danemark et en Suède, se produisant par deux fois au plus grand festival de musique danois, le festival de Roskilde, et donnant même deux concerts en Allemagne. En dépit de ces premiers succès, les membres du groupe se découragent et décident de prendre une pause en 2001. Cependant, au cours de leur concert d’adieu en Allemagne, ils ont retrouvé subitement leur passion pour la musique et leur ambition et décident de ne pas dissoudre le groupe.
Même si le groupe décide de ne pas rompre, ils décident d'avoir des carrières séparées, raison pour laquelle chacun de ses membres a aussi sa propre carrière aujourd’hui[Quand ?].

### USADSBet percée
Le deuxième album de Nephew, USADSB, sort en 2004 après deux ans de pause en 2002-2003 et en rapide retour en studio. L'album est beaucoup plus élaboré que le précédent, et le succès est immédiat au Danemark, ainsi qu’en scandinavie. Publié au Japon, en Allemagne et en Norvège, il est disponible à l’import en Suède, Finlande, Belgique et Royaume-Uni. Cependant le groupe ne réalise toujours pas de percée européenne. Le succès est pourtant là, notamment avec les singles Superliga, Movie Klip, En Wannabe Darth Vader et Worst / Best Case Scenario qui deviendront par la suite de standards du rock scandinave. Le mélange de danois et d’anglais, les guitares puissantes et les claviers très présents (Superliga, Movie Clip, Blå & Black…) popularisent le groupe, surtout au Danemark, où le chanteur Simon Kvamm devient très populaire après un passage dans le talk-show danois très connu Drengene fra Angora. Un premier album live, USADSB 10 x Så Live suivra une tournée triomphale, dans laquelle Nephew assurera notamment 4 dates en Allemagne en première partie de Rammstein.

### Danmark Denmark
Nephew sort son quatrième album studio, Danmark Denmark, le 5 juin 2009, jour de la Constitution danoise. Après une prestation au Roskilde Festival en 2010, le groupe annonce qu'il ferait une pause dans ses tournées et au Danemark, bien qu'il ait donné des concerts en Norvège et en Chine. Le 23 novembre 2011, ils annoncent sur leur site officiel qu'ils donneraient plusieurs concerts en juillet 2012 dans le cadre du Grøn Koncerter. Ils annoncent également dans le même communiqué de presse qu'ils avaient commencé à travailler sur Hjertestarter et qu'ils prévoyaient de le sortir à l'automne 2012.
Nephew est également à l'origine de la chanson officielle de la Coupe du Monde de la FIFA 2010 en Afrique du Sud : The Danish Way to Rock, qui est restée en tête des charts pendant deux semaines. En outre, l'EP Police Bells and Church Sirens sort en 2010, contenant un montage radio, le Dainty Doll's Trend Mix, et le Nephew's Nightlife Mix (mixé par René Munk Thalund) de la chanson Police Bells and Church Sirens. En outre, deux des membres du groupe, René Munk Thalund et Kristian Riis, font les chœurs pour la chanson Hey ! You ! de Kim Wilde sur son album Come Out and Play.

### Hjertestarter
Le cinquième album studio de Nephew, Hjertestarter, sort le 2 novembre 2012 et est dédié à la saison nocturne prolongée du Danemark. Il se classe directement en tête des albums les plus vendus (au Danemark) ce mois-là et dans le magasin iTunes danois, occupant la première place du classement pendant deux semaines. Nephew se produit lors de divers événements avec le single Hjertestarter de l'album, aux Danish Music Awards '12. Lorsqu'on lui demande quel était le message de ce single, Kristian Riis répond : « Le titre de l'album est un hommage à la mer du Nord. Le single a pour but de réveiller le cœur - émotionnellement ou littéralement dans un renouveau ». Le troisième single Gå med dig, avec Marie Key, est certifié disque d'or. 
Le 18 novembre 2013, Nephew sort un coffret d'albums, 1-2-3-4-5, ainsi qu'une compilation de singles, Igen & Igen. 1-2-3-4-5 contient les cinq albums studio de Nephew ainsi que 15 chansons bonus ; les premières interprétations des chansons USADSB, Mexico Ligger i Spanien, Hospital, 007 Is Also Gonna Die, et Hjertestarter.

### Ring-i-Ring
En octobre 2017, Nephew annonce son retour en 2018 après quatre ans d'interruption et qu'il donnerait deux concerts dans des arènes, à Jyske Bank Boxen et Royal Arena, un an plus tard. Les plus de 30 000 billets pour ces concerts sont vendus en moins d'une journée. Ils annoncent également l'arrivée de Marie Højlund dans le groupe. Bien qu'inconnue du grand public, Marie Højlund a joué dans les groupes indépendants Tiger Tunes et Marybell Katastrophy. Plus tard, Nephew ajoute deux concerts exclusifs dans des festivals à sa tournée, dont l'un sur l'emblématique Orange Stage du Roskilde Festival. En janvier 2018 sort l'EP Vinter-i-Ring, comprenant le single Amsterdam et une reprise de la vieille chanson allemande/danoise Sig Månen Langsomt Hæver. Les chansons représentent le son bien connu de Nephew avec la présence proéminente du chant, des claviers et des guitares de Marie Højlund. En avril 2018, un autre EP, Forår-i-Ring, est publié lors d'un événement spectaculaire sur le toit de l'ARoS. En juillet 2018, l'EP Sommer-i-Ring est publié ; et enfin, en septembre 2018, le dernier EP Efterår-i-Ring est publié.
Le sixième album studio de Nephew, Ring-i-Ring, sort le 27 septembre 2018.

## Membres
- Simon Kvamm – leader et icône. Son engagement politique est largement transmis dans ses chansons. En effet, Simon Kvamm est un fervent opposant au gouvernement d’Anders Fogh Rasmussen, ancien Premier ministre danois et membre du Parti libéral danois. Il ne se prive pas de le faire savoir dans ses chansons, de même qu’il affiche une méfiance vis-à-vis des États-Unis ou de la France de Jacques Chirac (cf. version en anglais de En Wannabe Darth Vader). Cette opposition politique peut parfois être témoignée de manière très virulente, comme dans la version en danois de En Wannabe Darth Vader où Kvamm chante : « I Bendt Bendtsens røv sidder en hånd fra Fogh », ce qui signifie plus ou moins « Dans le cul de Bendt Bendtsen se trouve la main de Fogh ».
- Kristian Riis
- Søren Arnholt
- Kasper Toustrup
- René Munk Thalund

## Discographie

### Albums studio
- 2000 : Swimming Time (Martian Records, réédité par Copenhagen Records en 2005)
- 2004 : USADSB
- 2006 : Interkom Kom Ind
- 2009 : Danmark Denmark
- 2012 : Hjertestarter
- 2018 : Ring—i—Ring

### EP
- 1997 : Tunes (EP) (maxi)
- 1998 : Things To Do (démo)
- 1999 : Downtown Europe (démo)
- 2007 : Mexico Ligger I Spannien EP (maxi)

### Albums live
- 2004 : USADSB 10 x Så Live
- 2007 : 07.07.07

### Singles
| Date             | Titre                                           | Détails                                                       | Charts danoises | Charts suédoises | Charts allemands |
| ---------------- | ----------------------------------------------- | ------------------------------------------------------------- | --------------- | ---------------- | ---------------- |
| Mars 2000        | We Don’t Need You Here                          | Tiré de Swimming Time                                         | —               | —                | —                |
| Décembre 2003    | Movie Klip                                      | Tiré de USADSB                                                | 16              | —                | —                |
| 26 avril 2004    | En Wannabe Darth Vader                          | Tiré de USADSB                                                | 1               | 9                | —                |
| Août 2004        | Superliga (en)                                  | Tiré de USADSB                                                | 2               | 1                | —                |
| Décembre 2004    | Ordenspoliti                                    | Tiré de USADSB                                                | 5               | —                | —                |
| Avril 2005       | Worst/Best Case Scenario                        | Tiré de USADSB                                                | 4               | 4                | 76               |
| Septembre 2005   | Byens Hotel                                     | Single hors albums                                            | —               | —                | —                |
| Septembre 2006   | Igen Og Igen Og                                 | Tiré de Interkom Kom Ind                                      | 1               | 1                | 31               |
| Septembre 2006   | Science Fiction & Familien                      | Tiré de Interkom Kom Ind                                      | 1               | 2                | 25               |
| 14 mars 2007     | Mexico Ligger I Spanien                         | Tiré de Interkom Kom Ind                                      | 8               | 5                | 37               |
| 15 octobre 2007  | Hospital                                        | feat. L.O.C., tiré de l’album live 07.07.07                   | 1               | 13               | —                |
| 5 septembre 2008 | Allein Alene                                    | Chanson de Polarkreis 18 remixée par Nephew et Carsten Heller | 1               | 9                | 1                |
| 14 avril 2009    | 007 Is Also Gonna Die                           | Tiré de Danmark Denmark                                       | 1               | 3                | 16               |
| 29 juin 2009     | Va Fangool!                                     | Tiré de Danmark Denmark                                       | 2               | 4                | 22               |
| 2 octobre 2009   | Sov For Satan Mand                              | Tiré de Danmark Denmark                                       | 14              | 34               | —                |
| 7 décembre 2009  | Police Bells and Church Sirens                  | Tiré de Danmark Denmark                                       | 1               | 1                | 12               |
| 19 avril 2009    | The Best Danish Way To Rock (feat. Landsholdet) | Single hors albums                                            | 2               | 13               | —                |

- « — » indique qu'aucun classement n'a été atteint ou qu'aucune sortie n'a été effectuée dans cette zone.

## Distinctions

### Danemark
Parmi tous ces organismes de remise de prix, on peut citer parmi les plus importants les Nordic Music Awards (Scandinavie+Finlande+Islande), le GAFFA, qui est l’organisme danois pour les charts musicales, et les Danish Music Awards, qui avec les Zulu awards sont les remises de prix des deux chaînes de télévisions les plus importantes au Danemark. Les autres organismes sont plus marginaux dans leur importance. Les références donnent des liens vers les vidéos des prestations liées aux prix.

#### 2004-2005
(février 2025S).
Nordic Music Awards 2004
- Meilleur Nouvel Artiste Danois
- Meilleur Album Rock de l’Année : USADSB

Zulu Awards 2005
- Meilleur Album de l’Année : USADSB
- Meilleur Chanteur de l’Année : Simon Kvamm
- Meilleure Chanson de l’Année : En Wannabe Darth Vader

GAFFA-prisen 2004
- Meilleur Groupe Danois
- Meilleur Album de l’Année : USADSB
- Meilleur Chanteur de l’Année : Simon Kvamm
- Meilleur Nouveau Groupe Danois
- Meilleure Chanson de l’Année : Superliga (en)
- Meilleur Album Live de l’Année : USADSB 10 x Så Live

P3 Guld 2004
- Meilleure Chanson de l’Année : Movie Klip
- Breaktrought (nouveau groupe) de l’Année

Steppeulven 2005
- Meilleur Album Live de l’Année : USADSB 10 x Så Live
- Meilleur Bande Son de l’Année pour Superliga (en) dans le film suédois Citizen Traening

Danish Music Awards 2005
- Meilleur Groupe Danois
- Meilleur Album de l’Année : USADSB
- Meilleure Chanson de l’Année : Movie Klip
- Meilleure Publication Rock de l’Année : USADSB
- Meilleur Clip Vidéo de l’Année : Superliga (en)

Autres récompenses pour USADSB 
- Payload (news musicales danoises sur internet) : meilleur site internet, meilleur album rock 2004.
- Monkey Business (journal anglais) : meilleur mix pour le remix fait par le groupe de Personal Jesus de Depeche Mode avec Movie Klip.
- Groupe danois le plus vendeur en 2004 à travers le monde, artiste danois le plus vendeur au Danemark en 2004, et groupe le plus vendeur au niveau des téléchargements en Suède et au Danemark.

#### 2007-2008
GAFFA 2007
- Meilleur album de l'année pour Interkom Kom Ind
- Meilleure chanson de l'année pour Igen Og Igen Og
- Meilleur clip vidéo de l'année pour Science Fiction & Famillien
- Meilleur album live de l'année pour 07.07.07

Zulu Awards 2007
- Meilleur groupe danois de l'année
- Meilleur album de l'année pour Interkom Kom Ind
- Meilleure chanson de l'année pour Science Fiction & Famillien
- Meilleure collaboration de l'année pour Hospital (feat. L.O.C.)

Danish Music Awards 2007
- Meilleur groupe danois de l'année
- Meilleur album de l'année pour Interkom Kom Ind
- Meilleure chanson de l'année pour Igen Og Igen Og
- Meilleure publication de rock de l'année pour Interkom Kom Ind

P3 Guld 2007
- Meilleur groupe danois de l'année
- Meilleure chanson de l'année pour Igen Og Igen Og
- Meilleur album live de l'année pour 07.07.07

Boogie Prisen 2008
- Meilleure chanson de l'année pour Hospital (feat. L.O.C.)

Autres récompense pour Interkom Kom Ind 
- Euroman : meilleur album de rock de l'année pour Interkom Kom Ind
- TJECK : meilleur album danois de l'année pour Interkom Kom Ind
- Showcase : meilleur album live de l'année pour 07.07.07 et Meilleure remix de l’année pour le remix de Nephew de la chanson de Timbaland The Way I Are.

#### 2009-2010
GAFFA 2009
- Meilleur album de l'année pour Danmark Denmark
- Meilleure chanson de l'année pour 007 Also Is Gonna Die
- Meilleur clip vidéo de l'année pour Va Fangool!

Zulu Awards 2009
- Meilleur groupe Danois de l'année
- Meilleur album de l'année pour Danmark Denmark
- Meilleur clip vidéo de l'année pour Va Fangool!

Danish Music Awards 2009
- Meilleur groupe danois de l'année
- Meilleur album de l'année pour Danmark Denmark
- Meilleure publication de rock de l'année pour Danmark Denmark

P3 Guld 2009
- Meilleur groupe danois de l'année
- Meilleur clip vidéo pour Va Fangool!
- Meilleure tournée de l'année

Tænketank Musik 2009
- Meilleur groupe de l'année
- Meilleure chanson de l'année pour 007 Also Is Gonna Die

Zulu Awards 2010
- Meilleure chanson de l'année pour Police Bells and Church Sirens[5]

Danish Music Awards 2009
- Meilleure chanson de l'année pour Police Bells and Church Sirens
- Meilleure tournée de l'année

Nordic Music Awards 2010
- Meilleure chanson de l'année pour Police Bells and Church Sirens

### International
Planet Award 2007
- Meilleur nouveau groupe étranger

MTV Music Awards 2007
- Meilleur groupe danois